# Sericia paecila
Sericia paecila là một loài bướm đêm trong họ Erebidae.